# 黒門川通り
黒門川通り（、ローマ字表記: Kuromon-gawa Dōri）は、福岡県福岡市中央区の黒門橋交差点から福浜団地入口交差点までの市道黒門福浜線0.7kmに付けられた福岡市道路愛称。

## 概要
この道路は、文字通り、大濠公園の大濠池から流れる黒門川の大部分を暗渠化して1988年に完成した道路で、翌年の1989年にこの愛称が付与された。

## 周辺
- 大濠公園
- ふくふくプラザ（福岡市市民福祉プラザ）
- 福岡市立当仁小学校
- 福浜団地

## 通過する自治体
- 福岡市中央区

## 主な接続路線
※（　）内は接続する交差点
- 明治通り（黒門橋交差点）
- よかトピア通り（福浜団地入口交差点）
- 市道千鳥橋唐人町線（当仁（）小学校前交差点）

## 愛称の由来
黒門川を暗渠化して整備された道路であることから（1989年の福岡市制施行100周年を記念した道路愛称事業により制定）。